# Маяк (поїзд № 46/45)
«Маяк» — колишній нічний швидкий поїзд № 46/45 з групою фірмових вагонів 2-го класу Львівської залізниці сполученням Львів — Адлер. Протяжність маршруту складала — 2124 км. 

## Історія
В 2001 році (зимовий графік 2001—2002), потяг № 46/45 Львів — Адлер об'єднали з потягом «Чорноморський Кавказ» № 18/17 Київ — Адлер від станції Імені Тараса Шевченка курсували разом. Значився № 46/18 № 45/17 Львів — Київ — Адлер. В графіку 2002—2003 потяги були роз'єднані, але відновили до 2004 року. Після того року потяги були роз'єднані.
З 1 липня 2011 року є можливість пересісти на приміський потяг до Сухумі, аналогічно із потягом № 18/17 Київ — Адлер.
З 8 листопада 2011 року поїзд скасований через нерентабельність.

## Інформація про курсування
Потяг курсував цілий рік. На маршруті руху зупинявся на 38 проміжних станціях.
| Розклад руху потяга № 46/45 «Маяк» | Розклад руху потяга № 46/45 «Маяк» | Розклад руху потяга № 46/45 «Маяк» | Розклад руху потяга № 46/45 «Маяк» | Розклад руху потяга № 46/45 «Маяк» |
| Час прибуття                       | Час відправлення                   | Станція                            | Час прибуття                       | Час відправлення                   |
| ---------------------------------- | ---------------------------------- | ---------------------------------- | ---------------------------------- | ---------------------------------- |
| —                                  | 12:24                              | Львів                              | 22:58                              | —                                  |
| 06:18                              | —                                  | Адлер                              | —                                  | 10:10                              |

## Склад потяга
Потяг формувався у вагонному депо ЛВЧД-1 станції Львів й складався з 7 фірмових вагонів різних класів комфортності:
- 3 плацкартних;
- 4 купейних;

Нумерація вагонів при відправленні від Львова та прибутті з Адлера — зі східної сторони вокзалу.

## Вагони безпересадкового сполучення
Цей потяг мав декілька вагонів безпересадкового сполучення:
- ім. Тараса Шевченка — Адлер (плацкартний вагон № 13)
- Дніпро — Адлер (купейний і плацкартний вагони № 17, 18)
- Хмельницький — Адлер (купейний вагон № 21)
- Жмеринка — Адлер (плацкартний вагон № 22)
- Одеса — Адлер (купейний вагон № 30)